# Bzipi (pueblo)
Bzipi (en georgiano: ბზიფი, romanizado: Bzipi; en abjasio: Бзыҧ, romanizado: Bzyph; en ruso: Бзыбь, romanizado: Bzyb) es un pueblo que pertenece a la parcialmente reconocida República de Abjasia, parte del distrito de Gagra, aunque de iure pertenece al municipio de Gagra de la República Autónoma de Abjasia de Georgia.

## Toponimia
Hasta 1948 se conocía con el nombre de Abgaborta (en georgiano: აბგაბორთა).

## Geografía
Bzipi se encuentra junto al río Bzipi, y está situado a 10 km al sureste de Gagra. Limita con los Montes de Bzipi en el norte; Koljida en el oeste; por el este y el sureste están Kaldajvara y Agaraki, respectivamente, parte ambas del distrito de Gudauta; en el sur tiene frontera con los pueblos de Lidzava y Alajadzi. 

## Historia
Los restos de los primeros asentamientos en la zona se remontan a principios de la Edad Media. Las ruinas de la fortaleza medieval se conservan en las cercanías del pueblo, al pie de los Montes de Bzipi. En las excavaciones de las cercanías se han descubierto objetos metalúrgicos y armas de entre los siglo IV al XIII.
A finales de la Edad Media, con la destrucción del castillo, perdió su importancia, pasando el pueblo a las manos del príncipe de Inal-Ipa. Se considera que esta familia se separó alrededor de 1730 de la casa principesca de Abjasia, los Shervashidze. Los habitantes se dedicaban a la agricultura y al norte en las montañas surgió una tradición de apicultura serrana. Una antigua leyenda abjasia data de este período: además de la agricultura, los lugareños también se dedicaban a la caza. Y en las cuevas de las montañas de difícil acceso o en los bosques profundos, vivían miembros de una especie de fraternidad forestal, los abrekins (algunos eran súbditos de los Inal-Ipa, que huían de la opresión de los nuevos príncipes, o criminales en fuga).
Según una leyenda local entre ellos vivían dos hermanos del pueblo de Psju. El Príncipe Inal-Ipa los descubrió durante una expedición de caza y los invitó a ambos a visitarlos bajo la promesa de protección. Los hermanos fueron a su fortaleza, pero el príncipe rompió su promesa y los hizo sus sirvientes (apodándoles Avidzba). El más joven de ellos recibió la tarea de servir a la princesa pero sin embargo, él y la princesa se enamoraron. La princesa y los dos hermanos huyeron hacia el este, hasta el río Gumista. Tan pronto como el príncipe Inal-Ipa se enteró, se dispuso a perseguirlos con su séquito. Para salvar a la princesa y a su amante, el mayor de los hermanos se sacrificó y se encontró con los perseguidores en un estrecho valle. Mató a los soldados del príncipe y al propio príncipe con sus flechas, pero él mismo sufrió heridas fatales durante la escaramuza y murió. El hermano menor y la princesa huyeron al pueblo de Guma, donde se casaron y fundaron la gran familia Avidzba
El pueblo permaneció bastante insignificante hasta principios del siglo XX. En 1930 en el pueblo se organizó un koljós, que se denominó XVIII Congreso del PCUS, se abrió una escuela que desde el principio enseñó en idioma abjasio. Con posterioridad, en base al koljós, se crearon dos sovjós (granjas estatales), una dedicada al cultivo de tabaco y cítricos, y otra dedicada a los cultivos subtropicales. Se instauró una fábrica láctea y una planta de producción de bebidas no alcohólicas. En 1977 se terminó de construir el Combinado Industrial de Bzipi, que se especializó en la construcción de edificios y centros turísticos y de salud. En 1948, Abgaborta se independizó como municipio y cambió el nombre actual a Bzipi. La población creció rápidamente, especialmente la de nacionalidad georgiana.
En 1992, cuando estalló la guerra en Abjasia, Bzipi pasó a formar parte del centro de la resistencia abjasia contra el gobierno georgiano en Gudauta. En el otoño de ese año, se dirigió una expedición militar desde este cuartel general contra un desembarco del ejército georgiano en Gagra. El resultado de la batalla fue la victoria de Abjasia, gracias a la cual Bzipi se salvó de grandes batallas. Sin embargo, toda la población georgiana abandonó el pueblo, por lo que se perdió más de la mitad de su población.

## Demografía
La evolución demográfica de Bzipi entre 1959 y 2011 fue la siguiente:
| 3917                                                | 10 467 | 4719 |
| (Fuente: Population of Abkhazia since Soviet times) |        |      |

La población ha sufrido un descenso muy importante de la población por la guerra ya que ha perdido al 55% de los habitantes, la mayoría de los cuales eran georgianos. Actualmente la mayoría de la población son abjasios, con minorías importantes de armenios y rusos; en el pasado los grupos étnicos más importantes eran georgianos y abjasios, con una minoría armenia. Según el censo de 1959, la mayoría de la población local eran abjasios, georgianos y armenios.
|              | 2011      | 2011       |
| Grupo étnico | Población | Porcentaje |
| ------------ | --------- | ---------- |
| Georgianos   | 175       | 3,7%       |
| Abjasios     | 2581      | 54,7%      |
| Rusos        | 507       | 10,7%      |
| Ucranianos   | 3         | 0,4%       |
| Armenios     | 1298      | 27,5%      |
| Griegos      | 12        | 0,3%       |
| Total        | 4719      | 100%       |

## Infraestructuras

### Arquitectura y monumentos
En el pueblo se puede encontrar las ruinas de la iglesia de Bzipi, un templo con origen en el siglo X, además de las ruinas de una fortaleza medieval, la fortaleza de Bzipi.

### Transporte
Por Bzipi pasa la carretera principal que conecta Rusia con Sujumi, además de la que va desde la costa del Mar Negro hasta el Lago Ritsa. En las cercanías está la estación de Bzipi, dentro del sistema de ferrocarriles de Abjasia.

## Galería

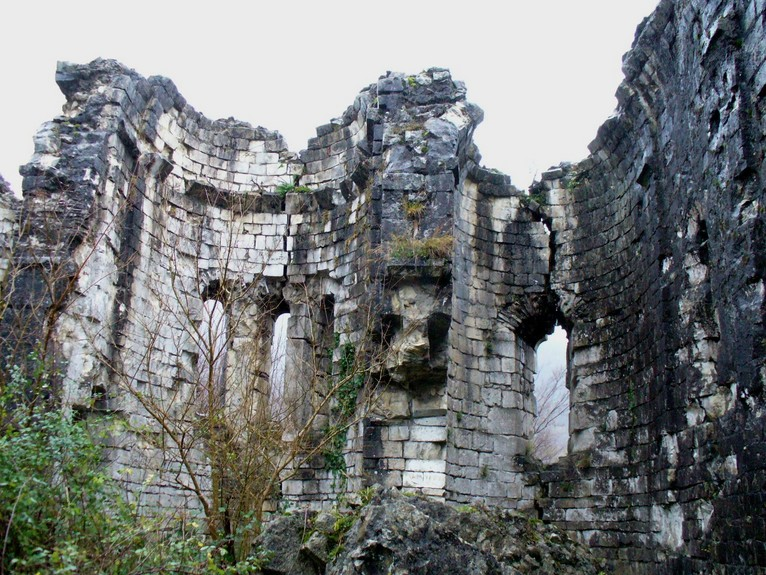
Ruinas de la iglesia de Bzipi del siglo X.
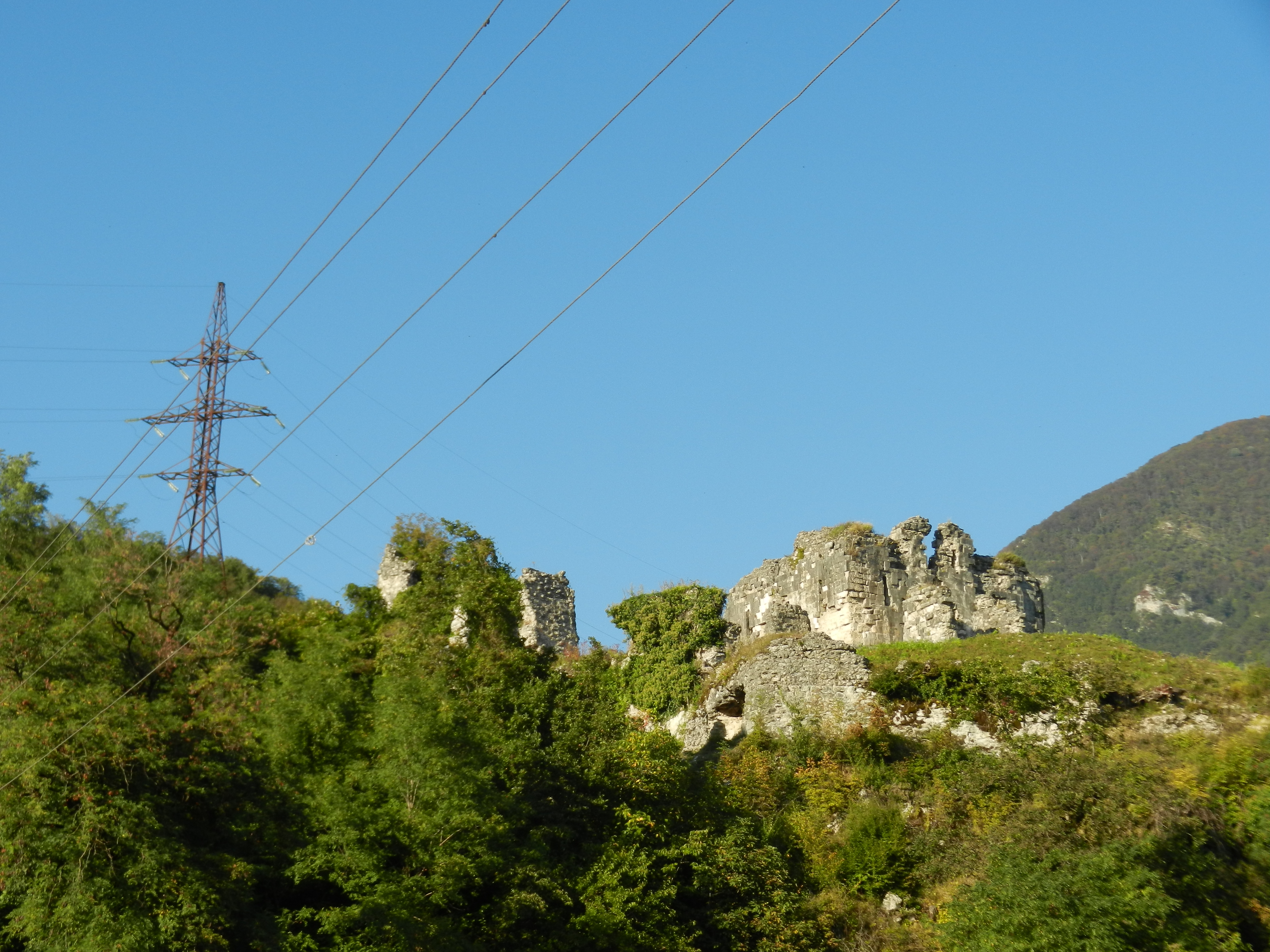
Fortaleza de Bzipi
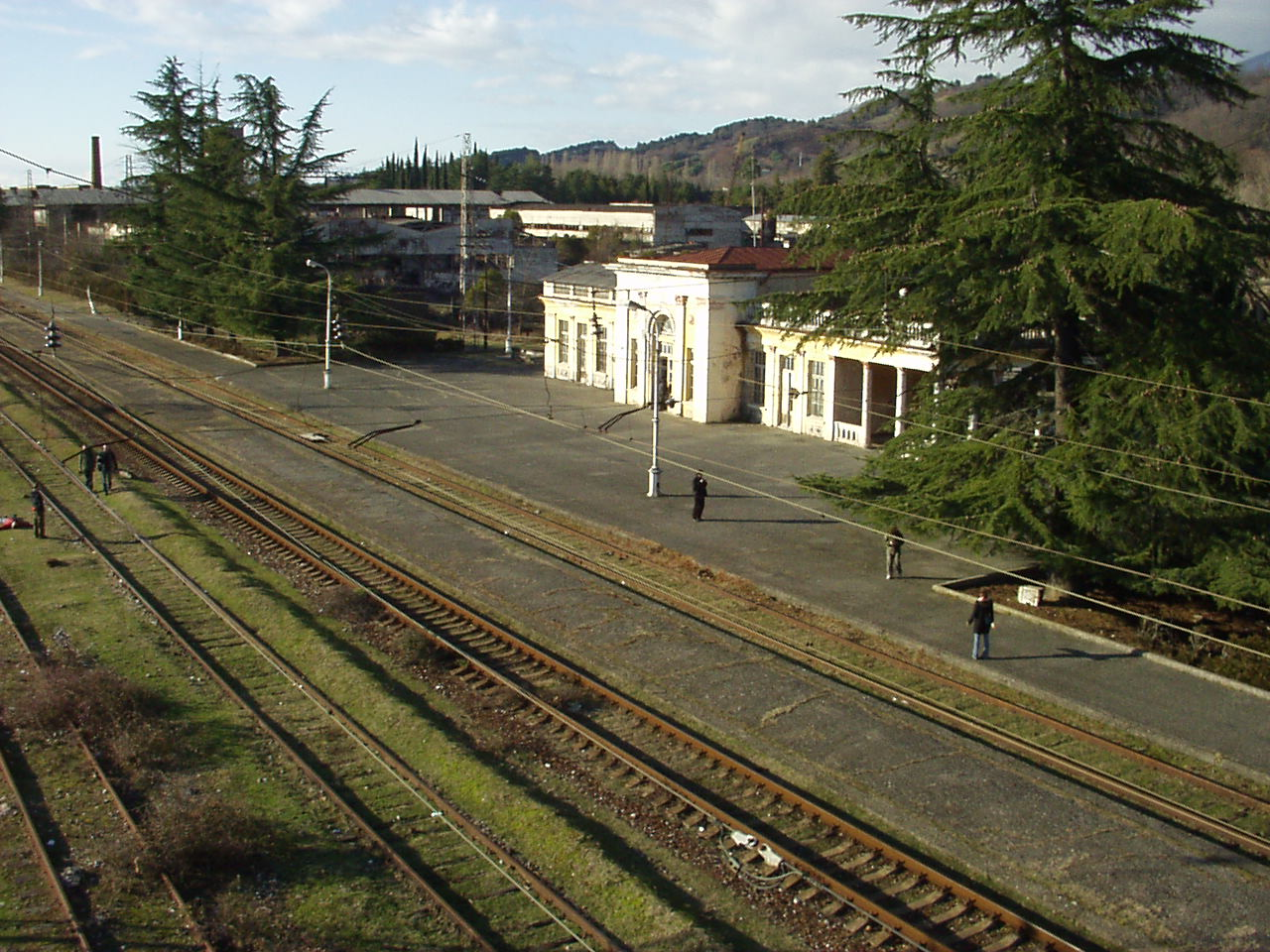
Estación de trenes